# Дьомін Лев Степанович
Лев Степанович Дьомін (рос. Дёмин Лев Степанович, 11 січня 1926, Москва — 18 грудня 1998, Зоряне містечко Московської області) — радянський космонавт, кандидат технічних наук (1963), Герой Радянського Союзу (1974). Був головою Всесоюзного товариства філателістів (ВОФ; 1977—1988).

## Біографія

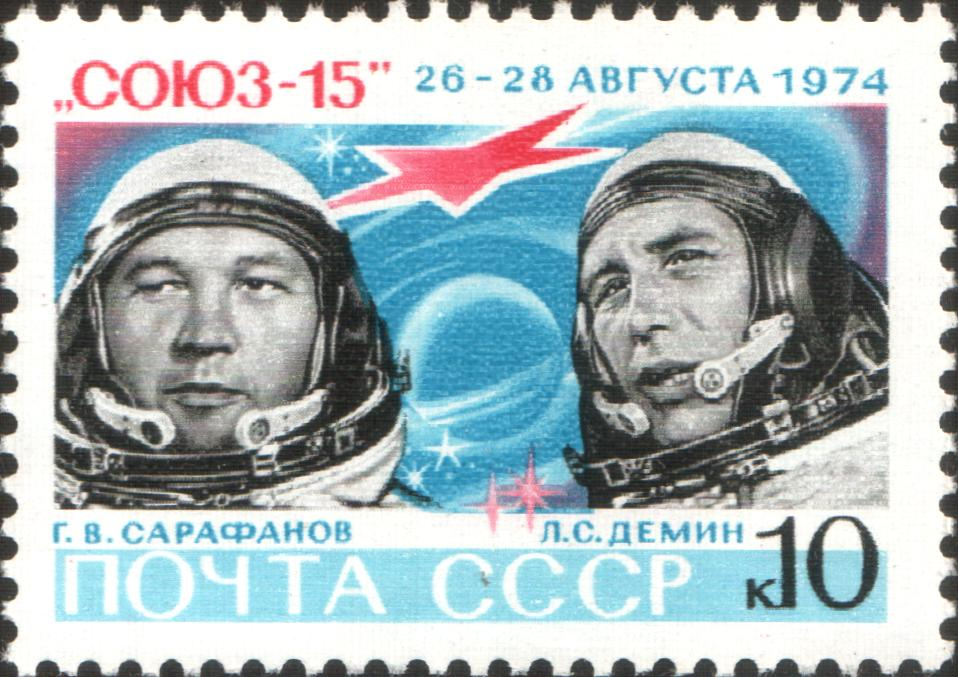
Поштова марка СРСР

Народився в Москві 11 січня 1926 року. У 1942 році почав працювати на заводі бурових машин токарем. Проходив навчання в спецшколі ВПС (м. Васильків), яку закінчив у 1945 році та Борисоглібському льотному училищі, який не закінчив за станом здоров'я та Московське авіаційне училище зв'язку (Тамбовське вище військове авіаційне інженерне училище), яке закінчив з відзнакою достроково у 1949 році. Після проходження служби в частинах Радянської Армії, навчався у Військово-повітряній інженерній академії імені М. Є. Жуковського (1951—1956). Згодом працював в академії та НДІ ВПС.
У 1963 році йому було присвоєно вчений ступінь кандидата технічних наук. У тому ж році був зарахований до загону радянських космонавтів і включений до складу дублюючого екіпажу космічного корабля «Восход-3», політ якого був скасований. У липні 1974 року був у складі дублюючого екіпажу космічного корабля «Союз-14».
З 26 по 28 серпня 1974 здійснив політ у космос як бортінженер космічного корабля «Союз-15» (разом з Геннадієм Сарафановим). У результаті нештатної ситуації в роботі системи, стиковка з орбітальною станцією «Салют-3» не відбулася, і екіпаж «Союзу-15» достроково повернувся на Землю, це була перша у світі нічна посадка. Тривалість перебування в космосі склала 2 дня 12 хвилин 11 секунд.
У 1978 році покинув загін космонавтів, працював співробітником науково-виробничого об'єднання «Южморгео». Помер 18 грудня 1998 року.